# National Iranian South Oil Company
La National Iranian South Oil Company (NISOC) è una compagnia petrolifera, posseduta dal governo iraniano e sottoposta alla gestione dell'apposito Ministero del Petrolio attraverso la National Iranian Oil Company.
Possiede la squadra di calcio del Naft Masjed Soleyman Football Club.